# Pushkin Klezmer Band
Pushkin Klezmer Band («Пушкин клезмер бэнд»; укр. «Пушкін Клезмер Бенд») — свадебно-фестивальный еврейский оркестр, основанный в 2010 году в Киеве кларнетистом Митей Герасимовым. Единственный на Украине клезмерский ансамбль. Экспериментируя с фольклором, «Пушкин Клезмер Бенд» продолжает традицию клезмеров, ашкеназских народных музыкантов. В основе репертуара группы еврейские свадебные мелодии, хасидские нигуны, одесский городской фольклор, а также традиционная музыка разных народов Украины: румынская, ромская, крымскотатарская. В музыке группы также можно отметить влияние джазовой традиции.
Группа была названа «Пушкин клезмер бэнд» следуя русскому труизму, что «Пушкин это наше всё». На официальном сайте библиотеки имени Н. А. Некрасова оркестр указан в числе 8 музыкальных групп, в названиях которых присутствуют фамилии известных писателей.

## Состав группы
Основатель и руководитель — Дмитрий Владимирович Герасимов, выпускник оркестрового факультета Казанской консерватории (2004), один из организаторов международного фестиваля современной клезмерской музыки Kyiv Klezmer Fest 2018.
Музыковед Дмитрий Слепович писал, что в конце XX века клезмерская музыка оказалась в числе музыкальных стилей, интерес к которым выходил за пределы их локального этнокультурного ареала. С ростом её популярности в Западной, а затем и Восточной Европе появились ансамбли, исполнявшие «клезмерский репертуар и специализирующиеся на нём, которые представляют еврейскую музыку для нееврейской аудитории». По мнению американской славистки Софи Пинкхэм (англ.  Sophie Pinkham, Ph.D.) музыканты «Пушкин клезмер бэнд» вернули к жизни традиции клезмеров, музыка которых, «испарившись в атмосфере после разрушения еврейской общины Украины, смогла снова конденсироваться в звук».
Новая музыка приближает картину к современному зрителю, буквально – оживляет его. Это не первая попытка озвучить фильм, в том числе на клезмерском материале. Музыканты «Пушкина» предлагают свой подход – это так называемый «живой саундтрек». Музыка, написанная и аранжированная специально для фильма и полностью синхронизированная с действием, исполняется вживую, в таперской традиции.
В 2013 году руководитель оркестра Митя Герасимов написал и аранжировал музыку к немому фильму «Еврейское счастье», который демонстрировался в Украине и в Польше в живом таперском сопровождении группы.
Исполнители:
- Митя Герасимов — кларнет, вокал
- Алексей Сагитов, Саид Сагитов[23] — тромбон
- Игорь Сидаш[23] — клавиши/пиано
- Шевкет Зморка, Сергей Бабуч[24] — аккордеон
- Дмитрий Коваленко — гитара
- Кристина Кирик — контрабас/бас
- Алексей Гмыря, Роман Яковчук[23] — ударные/барабаны

## Концерты
Уже в 2012 году молодой коллектив Дмитрия Герасимова принял участие в I Международном фестивале еврейской музыки в Казани. Подводя итоги выступления «Пушкин клезмер бэнд», пресс-секретарь фестиваля Жанна Мельникова отмечала, что «из еврейского, цыганского и одесского фольклора музыкантам удалось сделать настоящий украинский world music».
В 2013 году группа наряду с известными европейскими, израильскими и североамериканскими музыкантами принимала участие в 5-м Международном фестивале еврейской музыки во Львове. Кембриджский исследователь послевоенной культуры народов Восточной Европы Уильям Блэкер (англ. Uilleam Blacker) писал, что выступление там «Пушкин клезмер бэнд» с попурри из традиционных еврейских и украинских народных песен, а также русскоязычных баллад одесско-еврейского городского фольклора, стало одним из главных событий фестиваля.
Коллектив выступал на лучших площадках Украины, России, Европы (в Стокгольме, Люблине), Израиля, на крупных джазовых и world music фестивалях («Московский Идишфест», «Пустые Холмы», «Джаз-Коктебель», «Чернигов JazzOpen», «АртПоле», «Флюгеры Львова», клезмерские фестивали в Цфате, Одессе, Львове, Вроцлаве, Бремене, Кошице, Казимеже Дольном и Казани). В концертах «Пушкин Клезмер Бенд» принимали участие такие звезды, как Дэвид Кракауэр, Фрэнк Лондон, Socalled, Ваня Жук и Псой Короленко.
… музыканты с разных концов планеты, увидевшие друг друга в первый раз, не спрашивая, что будут исполнять и не выясняя тональность, начинают играть по первому звуку кларнета или трубы…

…держа бешеный ритм, передавая очередному солисту мегафон и периодически выливая дождевую воду из труб, они увлекли за собой... толпу пляшущих киевлян. А над всем этим великолепным шествием, заполняя Андреевский спуск, парил кларнет Мити Герасимова, создателя коллектива Pushkin Klezmer Band и инициатора фестиваля.
Некоторые из концертов, в которых выступала группа:
- 10 ноября 2011 года в Москве, концерт «Три грани клезмера»[32].
- С 31 мая по 1 июня 2013 года, Второй музыкальный фестиваль «Андреевский спуск»[33].
- В сентябре 2013 года участие в фестивале LvivKlezFest 2013[26][34].
- 1 июля 2016 года, фестиваль еврейской культуры Mazal Tov, концерт в Кунстхалле[35], Германия.
- 2-4 сентября 2016 года, V Международный фестиваль еврейской музыки в Казани[36].
- Май 2017 — антипогромный концерт в защиту Linas Cafe[37].
- Декабрь 2017, Днепр[38].
- 12 и 13 мая 2018 года, Фестиваль еврейской музыки в Киеве[39].

## Альбомы
- Klezmer Über Alles! (вышел в Германии 1 февраля 2016 года)[40][41][~ 1][42]:

1. Ne Zhuritsia, Hloptsi 3:18
2. Ternovka 4:03
3. Bros! 3:04
4. Tsibeles 5:56
5. Trombone Taksim 3:30
6. Hotsa Mama 2:54
7. Monastyrishe 3:01
8. Kiev Bulgar 3:31
9. Limonchiki 3:31
10. Trisker 3:08
11. Yamchi Ramchi 3:56

## Комментарии
1. ↑  «Klezmer Über Alles!» стал не только первым альбомом группы, но и первым за много лет альбомом еврейской музыки в Украине.